# Cercidia levii
Cercidia levii is een spinnensoort in de taxonomische indeling van de wielwebspinnen (Araneidae).
Het dier behoort tot het geslacht Cercidia. De wetenschappelijke naam van de soort werd voor het eerst geldig gepubliceerd in 1985 door Yuri M. Marusik.